# 吾妻中継局
吾妻中継局（あがつまちゅうけいきょく）は、群馬県吾妻郡東吾妻町の石尊山に置かれている中継局。

## 概要
- 当中継局は、群馬県の東吾妻町をカバーしている。またさらに西の高地である嬬恋・草津地域の重要中継局である。

## 送信施設概要

### デジタル放送
| リモコンキーID | 放送局名          | 物理チャンネル | 空中線電力 | ERP  | 放送対象地域 | 放送区域内世帯数 |
| 1              | NHK前橋総合テレビ | 20ch           | 1W         | 2.2W | 群馬県       | 2606世帯         |
| 2              | NHK東京教育テレビ | 13ch           | 1W         | 2.3W | 全国         | 2606世帯         |
| 3              | 群馬テレビ        | 18ch           | 1W         | 2.1W | 群馬県       | 2606世帯         |
| 4              | 日本テレビ        | 14ch           | 1W         | 2.2W | 関東広域圏   | 2606世帯         |
| 5              | テレビ朝日        | 24ch           | 1W         | 2.2W | 関東広域圏   | 2606世帯         |
| 6              | TBSテレビ         | 22ch           | 1W         | 2.2W | 関東広域圏   | 2606世帯         |
| 7              | テレビ東京        | 29ch           | 1W         | 2.2W | 関東広域圏   | 2606世帯         |
| 8              | フジテレビ        | 21ch           | 1W         | 2.2W | 関東広域圏   | 2606世帯         |

- NHKと関東広域局…2007年12月10日開局
- GTV…2008年3月27日開局

#### 放送エリア
- 東吾妻町と中之条町の各一部。

### アナログ放送
| 放送局名          | チャンネル | 空中線電力        | ERP               | 放送対象地域 | 放送区域内世帯数 |
| 日本テレビ        | 15ch       | 映像10W /音声2.5W | 映像26W /音声6.4W | 関東広域圏   | 約2800世帯       |
| テレビ東京        | 17ch       | 映像10W /音声2.5W | 映像26W /音声6.4W | 関東広域圏   | 約2800世帯       |
| テレビ朝日        | 30ch       | 映像10W /音声2.5W | 映像26W /音声6.4W | 関東広域圏   | 約2800世帯       |
| フジテレビ        | 32ch       | 映像10W /音声2.5W | 映像26W /音声6.4W | 関東広域圏   | 約2800世帯       |
| TBSテレビ         | 34ch       | 映像10W /音声2.5W | 映像26W /音声6.4W | 関東広域圏   | 約2800世帯       |
| 群馬テレビ        | 38ch       | 映像10W /音声2.5W | 映像24W /音声6W   | 群馬県       | 約2800世帯       |
| NHK東京総合テレビ | 44ch       | 映像10W /音声2.5W | 映像29W /音声7.2W | 関東広域圏   | 約2800世帯       |
| NHK東京教育テレビ | 46ch       | 映像10W /音声2.5W | 映像29W /音声7.2W | 全国         | 約2800世帯       |

#### 放送エリア
- 東吾妻町と中之条町の各一部。

#### その他
- アナアナ変換により、2004年5月6日から6月15日の期間内に、日本テレビが36chから、テレビ東京が28chから、群馬テレビが42chから、それぞれ変更された。

## 置局住所
- 吾妻郡東吾妻町大戸字鳴瀬（石尊山）